# Ludwig Eibach
Ludwig Wilhelm Eibach (* 23. Dezember 1810 in Diez; † 6. Dezember 1868 in Wiesbaden) war ein deutscher evangelischer Geistlicher und Kirchenrat.

## Leben und Wirken
Ludwig Eibach war ein Sohn des Lehrers und Schulgründers Johann Wilhelm Eibach (1782–1846) und dessen Ehefrau Christiane Philippine Susanne Fries (1776–1850, Schulgründerin).
Nach dem Besuch des Gymnasiums in Elberfeld und dem Abitur am Gymnasium Philippinum Weilburg absolvierte er ein Studium der Theologie an der Rheinischen Friedrich-Wilhelms-Universität Bonn. Am Theologischen  Seminar in Herborn vertiefte er seine Kenntnisse und unterrichtete in den Jahren von 1831 bis 1835 bei seinem Vater am Weilburger Gymnasium.
Er war der erste protestantische Geistliche im Rheingau mit Sitz in Erbach. Später kam er als Pfarrer nach Wehrheim, Idstein und Wiesbaden.
Mit dem Vorhaben, „für die Armen, Kranken, Verwahrlosten, Verlassenen und Ausgestoßenen“ der Gesellschaft Sorge zu tragen, gründete er im Jahr 1850 den Evangelischen Verein für Innere Mission im Herzogtum Nassau.
In den Jahren von 1856 bis 1868 war er als Dekan verantwortlicher Pfarrer aller Wiesbadener Pfarreien. Als nassauischer Kirchenrat war er neben dem Landesbischof Ludwig Wilhelm Wilhelmi Mitglied der Kirchenleitung, die unter dem Vorsitz von Heinrich von Wintzingerode stand.
1857 war er Mitbegründer der Diakoniegemeinschaft Paulinenstift Wiesbaden, die heute zu den Trägern des Gemeinschaftsklinikums Mittelrhein gehört.
Nach der Annexion des Herzogtums Nassau durch Preußen im Jahre 1866 wurde Eiberg königlich-preußischer Konsistorialrat. In dieser Funktion entwarf er eine neue Kirchen- und Synodalordnung für Nassau.
Eibach war der Erzieher der Kinder des Herzogs  Adolph und dessen Ehefrau Adelheid Marie von Anhalt-Dessau.

### Öffentliche Ämter
- 1862–1866 Mitglied der evangelisch-theologischen Prüfungskommission

### Familie
Am 14. Februar 1837 heiratete er in Kirberg Ida Kunigunde Vogel (1814–1875, Tochter des Christian Daniel Vogel (1789–1852) und der Johannette Wilhelmine Schnabelius (1785–1866)). Aus der Ehe sind die Kinder Friedrich Wilhelm Rudolf  (1841–1923, Dekan), Hermann (1843–1908, in die USA ausgewandert), Hedwig (1845–1919),  Auguste (1846–1913), Emilie (1847–1930), Bertha (1849–1861), Natalie (1851–1928, ∞ 1872 Georg Klein), Ida (1854–1937, ∞ 1882 Ludwig Rhades), Marie (1855–1927, ∞ 1901 Wilhelm Konow) und Auguste Louisa (1858–1935, ∞ 1881 Hermann Müller) hervorgegangen.

## Schriften
- 1847 Trost und Ermahnung in bezug auf den Beifall, den in unserer Zeit die Predigt des Unglaubens findet
- 1850 Kann ein rechtschaffener Christ in der Nassauischen Evangelischen Landeskirche bleiben?
- 1864 Der Reform-Verein und die evangelischen Geistlichen in Nassau,  Sendschreiben an die Herren der „Neuen Wiesbadener Zeitung“